# Forskningsingenjör
Forskningsingenjör är en titel som används inom både universitetsvärlden och den offentliga sektorn och näringslivet.

## Utanför akademiska världen
Forskningsingenjör är här en titel för personer med ingenjörsbakgrund som arbetar med forskning. Krav på tjänsten, tillsättande och arbetsinnehåll definieras av respektive organisation och kan variera. 

## Inom den akademiska världen
Forskningsingenjör (även kortare: "foing" alt "1:a foing") är en titel för en universitetsanställning där tjänsten främst innebär tekniska arbetsuppgifter i laboratorier och liknande, främst inom tekniska institutioner.
Behörig att anställas som förste forskningsingenjör (eng. Principal research engineer) är den som avlagt doktorsexamen eller har en utländsk examen som bedöms motsvara sådan examen.